# Чхондо
Чхондо́ (кор. 청도군?, 淸道郡?, Cheongdo-gun) — уезд в провинции Кёнсан-Пукто, Южная Корея.

## История
В эпоху Самхан на территории современного Чхондо находилось протогосударственное племенное объединение Исогук. Затем эта земля вошла в состав государства Силла (район Исо). В 940 году на карте появилось название Чхондо (тогда в Чхондо входило 3 района). В 983 году Чхондо вошёл в состав столицы Силла, город Кёнджу. В 1020 году Чхондо получил статус уезда (гун или кун). В 1343 году Чхондо вошёл в состав города Мирян, однако в эпоху династии Чосон, в 1405 году, Чхондо снова стал самостоятельным уездом. В 1458 году территория вошла в состав Тэгуджина, а в 1896 году — в состав провинции Кёнсан-Пукто.

## География
Чхондо расположен в южной части провинции Кёнсан-Пукто. Через уезд проходит железнодорожная ветка Кёнбу и автомагистрали 20 и 25. На севере уезд граничит с Тэгу, Кёнсаном и Йончхоном, на юге и востоке — с провинцией Кёнсан-Намдо, и на западе — с городом Кёнджу. Ландшафт преимущественно горный. Климат муссонный, среднегодовая температура — 13,1 °С, среднегодовое количество осадков — 1293,9 мм (2000 год).

## Культура
- Чхасан Нонъак — фольклорное мероприятие, которое проводится ежегодно и совпадает с Новым годом по Лунному календарю. В программе соревнования музыкантов, традиционные корейские народные игры[2].
- Фестиваль Тоджу — фестиваль народного искусства Кореи. Впервые прошёл 1 октября 1983 года, сейчас стал ежегодным. В программе выставки художников, традиционная корейская каллиграфия, театрализованное шествие[3].
- Бои быков — одно из самых известных мероприятий в Чхондо, привлекающее множество туристов. Бои быков проводятся ежегодно в корейский день благодарения[4].

## Символы
Как и остальные города и уезды в стране, Чхондо имеет ряд символов:
- Дерево: хурма — символизирует гордый дух жителей уезда.
- Цветок: азалия — символизирует радость и любовь.
- Птица: сорока — олицетворяет удачу.
- Маскот — Две весёлых коровы Кау и Бунга в традиционных корейских нарядах. Персонифицируют мясную промышленность Чхондо.

## Города-побратимы
Чхондо является городом-побратимом следующих городов:
- Каннамгу, Республика Корея
- Чун-ку, Республика Корея
- Нэньцзян, Китай